# Île Stor
L'île Stor est une île inhabitée située dans la région de Qikiqtaaluk au Nunavut au Canada dans le détroit d'Eureka qui sépare les îles Axel Heiberg et Ellesmere. Elle fait partie des îles Sverdrup des îles de la Reine-Élisabeth dans l'archipel arctique canadien. Elle a deux sommets qui atteignent approximativement 500 m au-dessus du niveau de la mer. Elle mesure 32 km de long et 14 km de large.